# Carl Pedersen (canottiere)
Carl Frederik Pedersen (Øster Ulslev, 30 settembre 1884 – Nykøbing Falster, 3 settembre 1968) è stato un canottiere danese.

## Palmarès

### Olimpiadi
- 1 medaglia:
  - 1 oro (Stoccolma 1912 nel quattro con fiocco spostato)